# Zavrč
Zavrč este o localitate din comuna Zavrč, Slovenia, cu o populație de 81 de locuitori.